# الحرب الأنجلو إسبانية (1762-1763)
نشبت الحرب الأنجلو إسبانية أو الحرب الإنجليزية الإسبانية (بالإسبانية: Guerra Anglo-Española) بسبب نزاع عسكري بين بريطانيا وإسبانيا كجزء من حرب السنوات السبع. استمرت الحرب من يناير 1762 حتى فبراير 1763، إلى أن انتهت بموجب معاهدة باريس.
ظلت إسبانيا محايدة معظم فترة حرب السنوات السبع، إذ رفضت مساعدة أي من الفرنسيين أو البريطانيين، ولكن خلال المراحل الأخيرة من الحرب، شعر الإسبان بالقلق من التهديد الذي يشكله البريطانيون على مستعمراتهم مع تزايد الخسائر الفرنسية. هاجم البريطانيون المستعمرات الإسبانية؛ تحسبًا لدخول الإسبان الحرب مساعدين الجانب الفرنسي. استولت حملة بريطانية ضد كوبا في أغسطس 1762 على هافانا وغرب كوبا، ثم استولى البريطانيون بعد ذلك بشهر على مانيلا. مثلت خسارة كل من عواصم جزر الهند الغربية الإسبانية وجزر الهند الشرقية الإسبانية ضربة للهيبة الإسبانية. صدت البرتغال بين مايو ونوفمبر ثلاث غزوات فرنسية إسبانية كبيرة، وأجبروا الغزاة على الانسحاب بعد أن ألحقوا بهم خسائر فادحة بمساعدة بريطانيا. نجح الإسبان في أمريكا الجنوبية في الاستيلاء على مدينة ساحلية مهمة استراتيجيًا، لكن لم تغير المناوشات مع البرتغاليين الكثير.
بموجب معاهدة باريس، سلمت إسبانيا فلوريدا ومنورقة إلى بريطانيا وأعادت أراضي البرتغال والبرازيل إلى البرتغال في مقابل انسحاب بريطانيا من كوبا. كتعويض عن خسائر حليفهم، تنازل الفرنسيون عن لويزيانا إلى إسبانيا بموجب معاهدة فونتينوبلو (1762).

## الخلفية
عندما أُعلنت الحرب بين فرنسا وبريطانيا العظمى عام 1756، ظلت إسبانيا محايدة خلال معظم فترة الحرب. عارض ريكاردو وول، رئيس وزراء ملك إسبانيا فرناندو السادس، بنجاح الحزب الفرنسي الذي أراد دخول الحرب في صف فرنسا. حاولت بريطانيا إقناع إسبانيا بالانضمام إلى صفها في الحرب، من خلال تقديم جبل طارق مقابل مساعدة إسبانية في استعادة جزيرة منورقة، لكن مدريد رفضت هذا الطلب. تغير كل شيء عندما توفي فرناندو السادس عام 1759 وخلفه شقيقه الأصغر كارلوس الثالث ملكًا لإسبانيا. كان كارلوس أكثر طموحًا من أخيه الكئيب. كان أحد أهداف كارلوس السياسية الرئيسية هو بقاء إسبانيا قوة استعمارية، وبالتالي، قوة لا يستهان بها في أوروبا، كما انزعج من الغزو البريطاني للإمبراطورية الفرنسية في أمريكا الشمالية، وخشي من أن تكون إمبراطوريته هي الهدف التالي لبيت. اختتم كارلوس اتفاق عائلة بوربون مع فرنسا، وقدم لهم الدعم العملي.
مع وجود أدلة على التعاون الفرنسي الإسباني المتنامي، اقترح بت أنها كانت مسألة وقت فقط قبل دخول إسبانيا الحرب. حطم احتمال الحرب مع إسبانيا وحدة مجلس الوزراء التي كانت قائمة حتى تلك اللحظة. دعا بت إلى تنفيذ ضربة استباقية تسمح لهم بالاستيلاء على أسطول الفضة السنوي (أسطول غليون مانيلا السنوي)، ليحرموا الإسبان من مصادر الثراء الحيوية التي كانت تُشحن لهم. رفضت بقية الحكومة هذا القرار، ما دفع بت للاستقالة. على الرغم من ذلك، كان من المتحتم خوض الحرب مع إسبانيا. وبحلول عام 1761، بدت فرنسا وكأنها تخسر الحرب ضد بريطانيا العظمى. علاوة على ذلك، تعرضت إسبانيا إلى هجمات من قبل السفن البريطانية الخاصة في المياه الإسبانية، وطالبت بالتعويض.
خوفًا من تسبب الانتصار البريطاني على فرنسا في حرب السنوات السبع بخلل بميزان القوة الاستعمارية، وقع كارلوس على ميثاق الأسرة مع فرنسا (كانت فروع من عائلة بوربون تحكم كلًا من الدولتين) في أغسطس 1761. نتيجة لذلك، أعلنت بريطانيا في 4 يناير 1762 الحرب على إسبانيا.